# 보잉 B-50 슈퍼포트리스

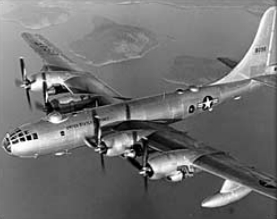

보잉 B-50 슈퍼포트리스(Boeing B-50 Superfortress)는 미국의 전략 폭격기이다. 보잉 B-29 슈퍼포트리스(Boeing B-29 Superfortress)의 제2차 세계 대전 이후 개정판으로 더욱 강력한 Pratt & Whitney R-4360 방사형 엔진, 더 강력한 구조, 더 길어진 꼬리 지느러미 및 기타 개선 사항이 장착되었다. 이 폭격기는 보잉이 미 공군을 위해 제작한 마지막 피스톤 엔진 폭격기였으며 보잉의 최종 설계인 프로토타입 B-54로 더욱 개선되었다. B-50은 전작만큼 잘 알려지지는 않았지만 거의 20년 동안 미공군에서 운용되었다.
전략공군사령부(SAC)의 주요 운용이 종료된 후 B-50 기체는 전술항공사령부(TAC)용 공중 급유기(KB-50)로, 기상청용 기상 정찰기(WB-50)로 개조되었다. 유조선과 허리케인 헌터 버전은 모두 1964년 10월 14일 추락한 KB-50J, 48-065의 잔해에서 발견된 금속 피로와 부식으로 인해 1965년 3월 퇴역했다.

## 같이 보기
- 공중 급유
- 보잉 B-29 슈퍼포트리스